# Trifolieae
Trifolieae es una tribu de plantas con flores perteneciente a la subfamilia Faboideae dentro de la familia Fabaceae.

## Géneros
- Medicago L.
- Melilotus Mill.
- Ononis L.
- Parochetus Buch.-Ham. ex D. Don
- Trifolium L.
- Trigonella L.